# Auslogics System Information
Auslogics System Information — условно-бесплатная утилита, которая предоставляет пользователям мощный и простой в использовании инструмент для просмотра подробных данных о конфигурации оборудования, аппаратных и программных средствах компьютера в 32-битных и 64-разрядных операционных системах Microsoft Windows.

## Описание
Auslogics System Information предоставляет детальную информацию о каждом элементе оборудования, в том числе о аппаратных и программных средствах компьютера, сетевой информации, установленного программного обеспечения (включая драйверы), всех запущенных процессах, а также системных компонентах и службах.
Утилита имеет гибкий и простой в использовании интерфейс, который разделён на многочисленные категории для удобства поиска и работы с программой, в числе которых:

### Категория «Аппаратная конфигурация»
- процессор
- материнская плата
- модули памяти
- видеоподсистема
- хранение данных
- I\O-устройства
- устройства ввода
- модемы
- сетевые адаптеры
- аппаратные ресурсы
- проблемные устройства

### Категория «Программная среда»
- операционная система
- программы
- сеть
- ошибки приложений

### Категория «Дополнительно»
- менеджер устройств
- использование памяти
- производительность

Многие категории имеют дополнительные разделы (подкатегории). Все полученные данные можно сохранить на носитель информации в формате txt, xml или HTML.